# Bulbophyllum boudetianum
Bulbophyllum boudetianum är en orkidéart som beskrevs av Claudio Nicoletti de Fraga. Bulbophyllum boudetianum ingår i släktet Bulbophyllum och familjen orkidéer. Inga underarter finns listade i Catalogue of Life.